# Bolle knobbeldaas
De bolle knobbeldaas (Hybomitra nitidifrons) is een vliegensoort uit de familie van de dazen (Tabanidae). De wetenschappelijke naam van de soort is voor het eerst geldig gepubliceerd in 1914 door Szilady.